# Pierre Du Mage
Pierre du Mage (Beauvais, 23 de noviembre de 1674 — Laon, 2 de diciembre de 1751), fue un organista francés de la época barroca.

## Vida
Hijo del organista de la Catedral de Beauvais, su padre fue, probablemente, el primero en darle lecciones musicales. A la edad de 21 años, Pierre marcha a París donde recibió clases de Louis Marchand, y donde conoció a Nicolas Lebègue, organista y clavecinista también francés. A la edad de 30, Du Mage se convirtió en organista de la Basílica de Saint-Quentin, en Saint-Quentin, y más tarde en organista de la catedral de Laon.

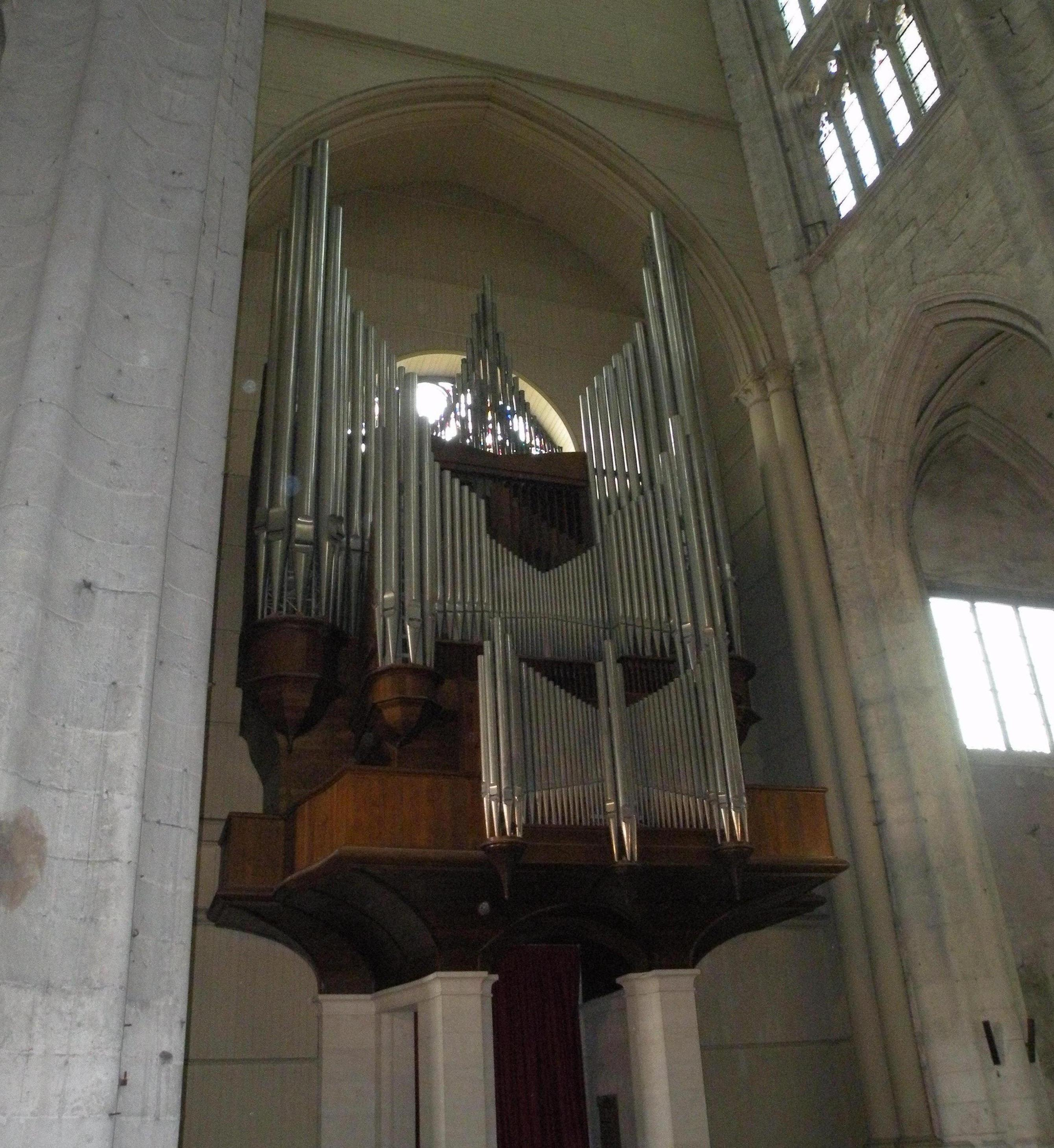
Órgano de la Catedral de Beauvais.
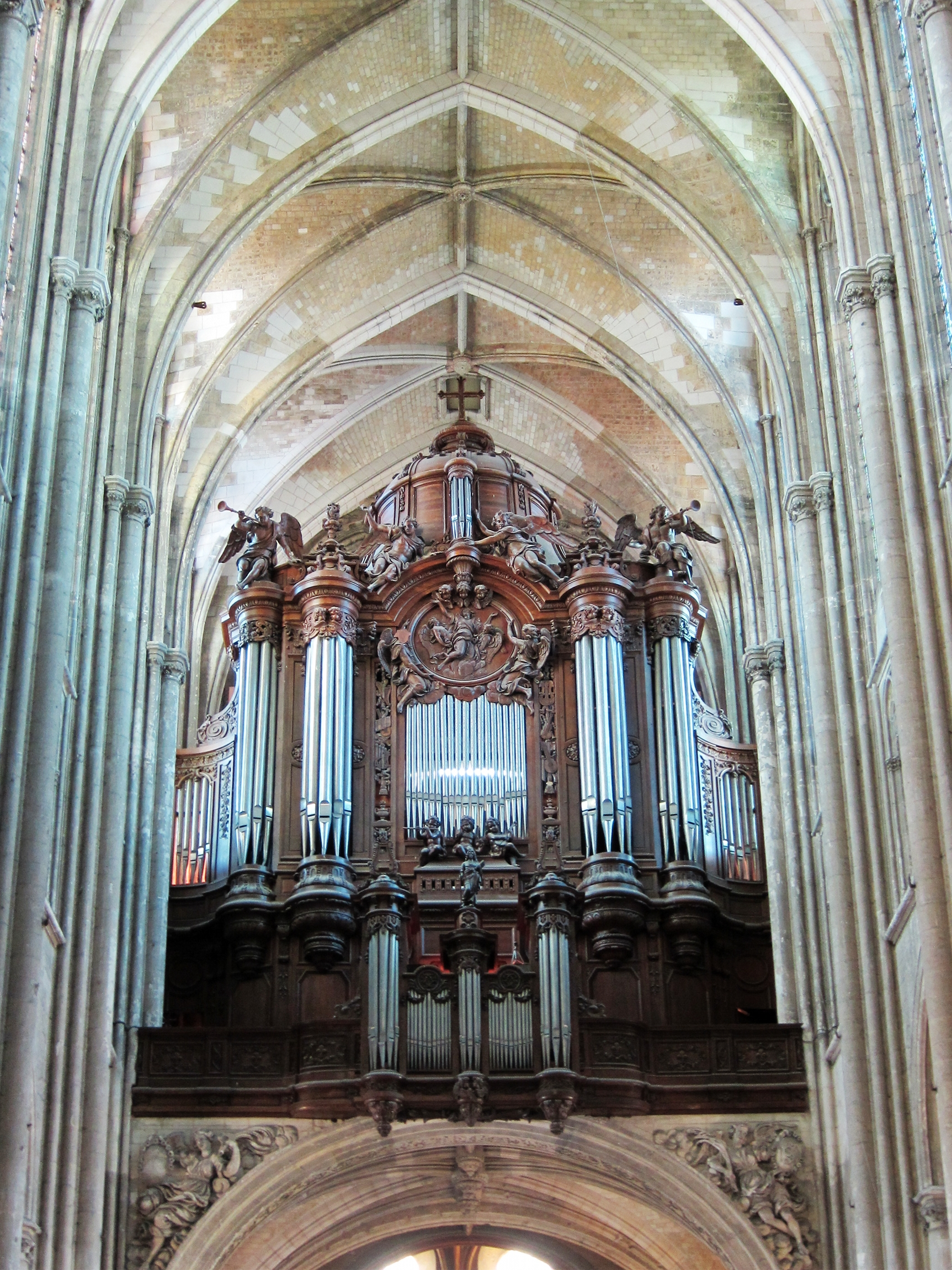
Órgano de la Basílica de San Quintín
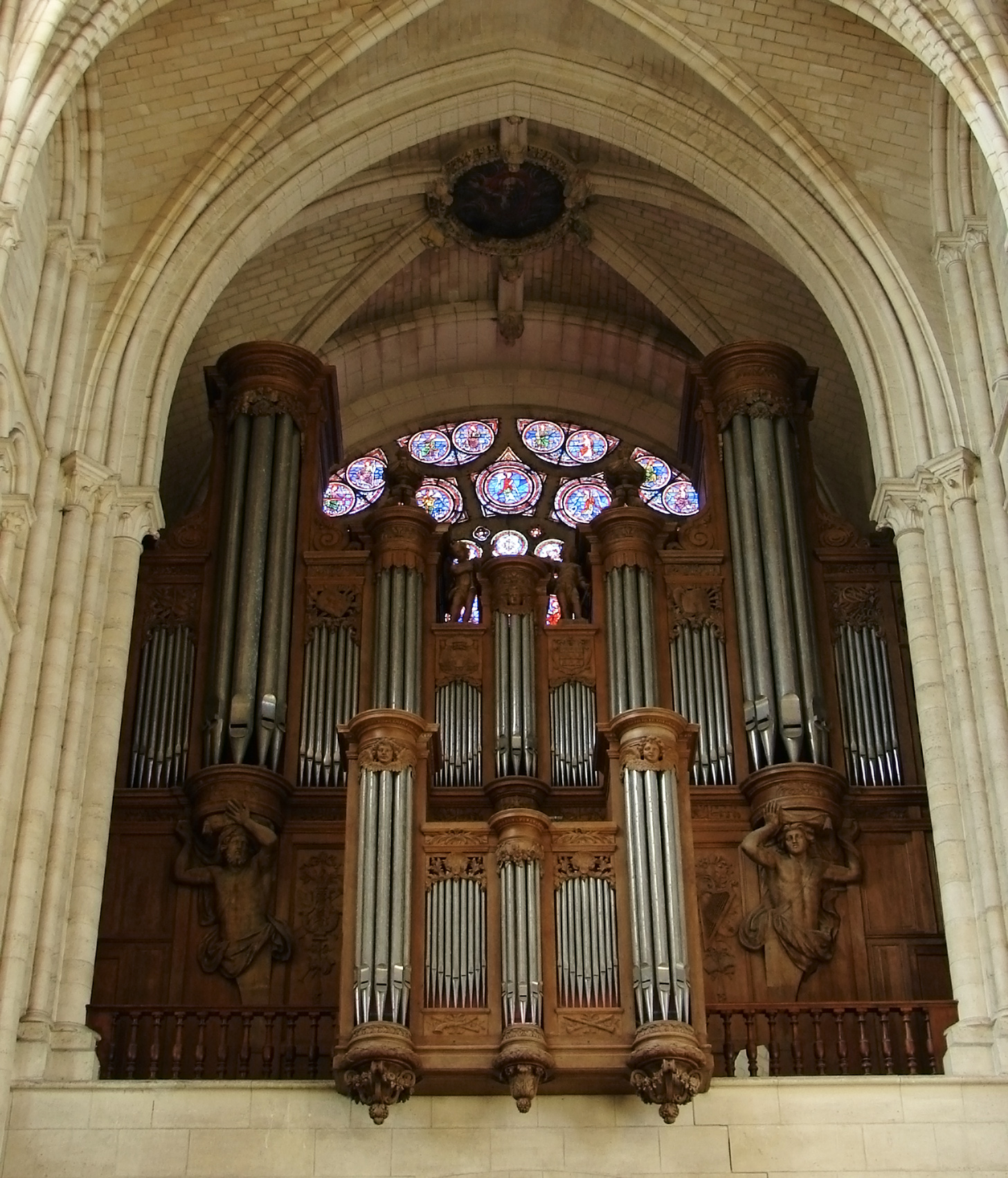
Órgano de la Catedral de Laon.

En 1708, publicó un libro de música titulado Premier livre d'orgue, en el cual reunía toda su obra. Bien le pudo haber servido de estímulo para ello el instrumento de la Catedral de Laon, que había terminado en 1701 el organero Robert Clicquot.
Tras algunas discusiones con sus superiores, dimitió el 30 de marzo de 1719. De esta forma abandonó prácticamente su carrera de músico para dedicarse ha puesto de administración.